# جيريمي هانت (دراج)
جيريمي هانت (بالإنجليزية: Jeremy Hunt)‏ مواليد 12 مارس 1974 في ساسكاتشوان، كندا، هو دراج كندي سابق في صنف سباق الدراجات على الطريق.

## سجل المراكز
- حقق المركز الـ 4 بالجولة الرابعة في طواف الدنمارك 2009
- حقق المركز الـ 6 في طواف قطر 2011

## روابط خارجية
- جيريمي هانت على موقع الاتحاد الدولي للدراجات (الإنجليزية)
- جيريمي هانت على موقع أرشيف الدراجات (الإنجليزية)
- جيريمي هانت على موقع إحصائيات الدراجات الإحترافية (الإنجليزية)
- جيريمي هانت على موقع نسبة الدراجات (الإنجليزية)
- جيريمي هانت على موقع أوليمبيديا (الإنجليزية)